# Casearia corymbosa
Casearia corymbosa Kunth – gatunek rośliny z rodziny wierzbowatych (Salicaceae Mirb.). Występuje naturalnie na obszarze od Meksyku, przez Belize, Gwatemalę, Kostarykę, Panamę, Kolumbię po Wenezuelę. 

## Morfologia
PokrójZrzucające liście drzewo lub krzew dorastające do 1–20 m wysokości.
LiścieBlaszka liściowa ma lancetowaty kształt. Mierzy 5–18 cm długości oraz 2–9 cm szerokości, jest piłkowana na brzegu, ma wąską nasadę i ostry lub tępy wierzchołek. Ogonek liściowy jest nagi i dorasta do 1–4 mm długości.
KwiatySą zebrane w pęczki, rozwijają się w kątach pędów. Mają 5 działek kielicha o owalnym kształcie i dorastających do 3–5 mm długości. Kwiaty mają 6–8 pręcików.
OwoceMają kulistawy kształt i osiągają 4–14 mm średnicy.

## Biologia i ekologia
Rośnie w lasach. Występuje na wysokości do 1300 m n.p.m.